# Miroculis chiribiquete
Miroculis chiribiquete is een haft uit de familie Leptophlebiidae. De wetenschappelijke naam van de soort is voor het eerst geldig gepubliceerd in 2008 door Peters, Domínguez & Dereser.